# Seu Paulo Convalesce
Seu Paulo Convalesce é uma coletânea de contos escrita por Telmo Vergara, publicada originalmente em 1934. Bem recebido pela crítica, o livro ganhou elogios de expoentes da literatura brasileira, como José Lins do Rego, José Geraldo Vieira e Mário Quintana.

## Sobre o livro
Seu Paulo Convalesce é composto por treze contos ambientados majoritariamente no meio urbano. O livro apresenta, ainda que de forma embrionária, técnicas narrativas que seriam aprimoradas em obras posteriores, como Cadeiras na calçada, publicado em 1936, e Estrada Perdida, publicado em 1939.
Erico Veríssimo, em seu comentário publicado na Revista do Globo, sintetizou o livro nas seguintes palavras:
Com "Seu Paulo Convalesce" a anedota perde todo o prestígio. O que importa são os caracteres, os retratos psicológicos, esses pequenos e deliciosos cortes que se fazem na vida, sem preocupação de princípio, auge e fim. Nos novos contos de Telmo Vergara não é indispensável que aconteça alguma coisa. É a vida pura e simples. As histórias do quotidiano.— Veríssimo
Em tom mais elogioso, Jorge Amado assim registrou seu comentário ao livro no Boletim de Ariel:
O Sr. Telmo Vergara é um escritor que sabe narrar. Conduz com vivacidade a ação dos seus contos, deixa que seus personagens vivam e conversem por sua própria conta. A nota trágica que há em um ou outro conto não atrapalha a humanidade da coisa, não borra nada. Estamos diante de um moço que com esse livro contraiu a obrigação de nos apresentar obra muito séria. "Seu Paulo Convalesce" é uma indicação. Telmo Vergara um nome a guardar.— Amado

## Contos
1. Seu Paulo Convalesce
2. A estátua de sal
3. Uma história de amor
4. O poeta Luiz foi caçar
5. O vestido da filha
6. Os sapatos do meu amigo Vladimir
7. A vizinha está se cansando
8. Auto-strop
9. Um telegrama do Pará
10. Meia hora no arrabalde
11. Camilo e o seu Vicente
12. A professorinha, de volta da escola
13. Seu vitor, encadernador